# Jim (film, 1914)
Pour les articles homonymes, voir Jim.
Pour plus de détails, voir Fiche technique et Distribution.
Jim est un film muet américain réalisé par Tom Ricketts et sorti en 1914.

## Fiche technique
- Titre : Jim
- Réalisation : Tom Ricketts
- Scénario : Wallace Clifton, d'après une histoire de Douglass Mallock
- Photographie :
- Montage :
- Producteur :
- Société de production : American Film Manufacturing Company
- Société de distribution : Mutual Film
- Pays d'origine :  États-Unis
- Langue : film muet avec les intertitres en anglais
- Format : Noir et blanc — 35 mm — 1,33:1 — Muet
- Genre : Film dramatique
- Durée : 20 minutes
- Dates de sortie : 
  -  États-Unis : 15 juin 1914

## Distribution
- William Bertram
- Edward Coxen
- John Steppling
- Tom Mix
- Winifred Greenwood